# I Drink Wine
I Drink Wine è un singolo della cantante britannica Adele, pubblicato il 4 novembre 2022 come terzo estratto dal quarto album in studio 30.

## Descrizione
I Drink Wine è stata scritta a quattro mani da Adele e Greg Kurstin, che ne è anche il produttore. È una ballata pop rock con influenze gospel e una base strumentale di pianoforte e organo tipica del southern soul. Nel testo la cantante lascia andare il proprio ego e ragiona sul suo divorzio da Simon Konecki, concludendo che non prova astio nei suoi confronti ma che la loro separazione è avvenuta per una ragione.

## Accoglienza
I Drink Wine ha ricevuto generalmente recensioni positive da parte della critica musicale, sebbene sia stato ritenuto poco accattivante come singolo per sonorità e significato del testo.
Rob Sheffield di Rolling Stone ha definito il brano un «apice della carriera» di Adele, definendola artisticamente «una delle imprese più ambiziose che abbia mai tentato». Sempre da Rolling Stone, Brittany Spanos ha scritto che si tratta di una delle migliori canzoni della sua già leggendaria carriera, indicandola come la terza migliore canzone di sempre dell'artista. David Cobbald di Line of Best Fit l'ha ritenuta più matura rispetto ai suoi lavori precedenti, con un senso di ottimismo costruttivo rispetto al sound di ispirazione gospel.
Kyle Mullin di Exclaim! ha ritenuto che il testo di I Drink Wine comunichi in modo conciso l'isolamento risultante dal suo successo senza precedenti. Anche Robin Murray, recensendo il brano per Clash, ha descritto il testo come uno sguardo sul distacco della vita a Los Angeles, poiché emerge che «il viaggio più semplice e liberatorio della cantante può intrappolarla in un ingorgo emotivo contrastante» rispetto alla sua vita personale.
Meno entusiaste le recensioni di Eric Mason di Slant Magazine, il quale ha ritenuto che I Drink Wine fosse eccessivamente lunga e inadatta come singolo, e della giornalista El Hunt di NME, la quale sebbene ritenesse promettenti il titolo e le influenze gospel della canzone, ha concluso che «le percussioni dal suono smielato la trasformano in pezzo da musical poco accattivante». Scrivendo per il Los Angeles Times, Mikael Wood ha ritenuto che il brano non fosse in grado di fornire la «scherzosa confessione di una millennial» suggerita dal titolo, aprendo il brano con una domanda emblematica ed eccessivamente riflessiva, ossia «come si può diventare così vincolati dalle scelte che fa qualcun altro?».

## Promozione
Adele ha presentato I Drink Wine dal vivo per la prima volta durante lo speciale televisivo di CBS Adele One Night Only nel novembre 2021. Una settimana dopo ha riproposto il brano su ITV ad An Audience with Adele. Nel febbraio 2022 la cantante si è esibita dal vivo con I Drink Wine in occasione degli annuali BRIT Awards.

## Video musicale
Adele ha confermato di avere girato un video musicale per I Drink Wine in un video con NikkieTutorials nel dicembre 2021. Il 25 ottobre 2022 la cantante ha condiviso un'anteprima di otto secondi dove si può vedere un uomo che suona un pianoforte su un ponte mentre lei galleggia su un canotto al di sotto. È stato presentato il giorno seguente durante Happy Hour with Adele, un evento che l'artista ha tenuto a West Hollywood al quale ha invitato vari fan.
La clip, diretta da Joe Talbot, si apre con la cantante che, indossando un vestito dorato di Valentino, naviga un fiume su un canotto. Fa una smorfia a una coppia di amanti, si versa del vino in un calice, e getta la bottiglia. Si avvicina a un gruppo di pescatori, fra cui Kendrick Sampson, che cerca di fare colpo su di lei, ma lo rifiuta e i nuotatori sincronizzati che la accompagnano lo allontanano, e procede a navigare attraverso una foresta. Il video si conclude con la telecamera che si allontana e svela il set del video, dove Adele sta galleggiando in una piscina.

## Formazione
- Greg Kurstin – testo e musica, produzione, ingegnere del suono, basso, pianoforte, mellotron, organo Hammond, percussioni, orchestron, Fender Rhodes
- Adele – testo e musica
- David Campbell – archi
- Randy Merrill – mastering
- Matt Scatchell – missaggio
- Tom Elmhirst – missaggio
- Steve Churchyard – tecnico
- Alex Pasco – tecnico
- Julian Burg – tecnico

## Classifiche

### Classifiche settimanali
| Classifica (2021) | Posizione massima |
| ----------------- | ----------------- |
| Australia         | 10                |
| Canada            | 10                |
| Danimarca         | 34                |
| Francia           | 81                |
| Grecia            | 46                |
| Irlanda           | 5                 |
| Islanda           | 7                 |
| Italia            | 81                |
| Lituania          | 22                |
| Norvegia          | 18                |
| Nuova Zelanda     | 7                 |
| Paesi Bassi       | 30                |
| Portogallo        | 36                |
| Regno Unito       | 4                 |
| Repubblica Ceca   | 55                |
| Slovacchia        | 48                |
| Spagna            | 95                |
| Stati Uniti       | 18                |
| Svezia            | 10                |

### Classifiche di fine anno
| Classifica (2023) | Posizione |
| ----------------- | --------- |
| Islanda           | 88        |